# 马克·安东尼·奥雷托尔
马克·安东尼（演说家）Marcus Antonius Orator（前143年—前87年），古罗马演说家、政治家。罗马著名平民氏族安东尼氏族的代表人物。他是恺撒遇刺后主宰罗马的后三头之一的马克·安东尼的祖父。
马克·安东尼·奥雷托尔是他那个时代最杰出的演讲者之一。前102年，他被选为拥有资深执政官（相当于行省总督）权力的裁判官，受命建立和管理奇里乞亚行省，并组织对奇里乞亚地区猖獗的海盗的围剿。由于对海盗追捕的成功，罗马元老院允许为他举行一次凯旋仪式。前99年，马克·安东尼·奥雷托尔第一次当选为执政官，与奥卢斯·波斯图米乌斯·阿尔比努斯共职。前97年当选为监察官。在马略和苏拉的内战时期，马克·安东尼·奥雷托尔支持后者。在马略及其同盟者秦纳于前87年占领罗马城之后，马克·安东尼·奥雷托尔在马略派的报复行动中被处决了。
马克·安东尼·奥雷托尔留有一本关于演说术的书。